# Luna 26

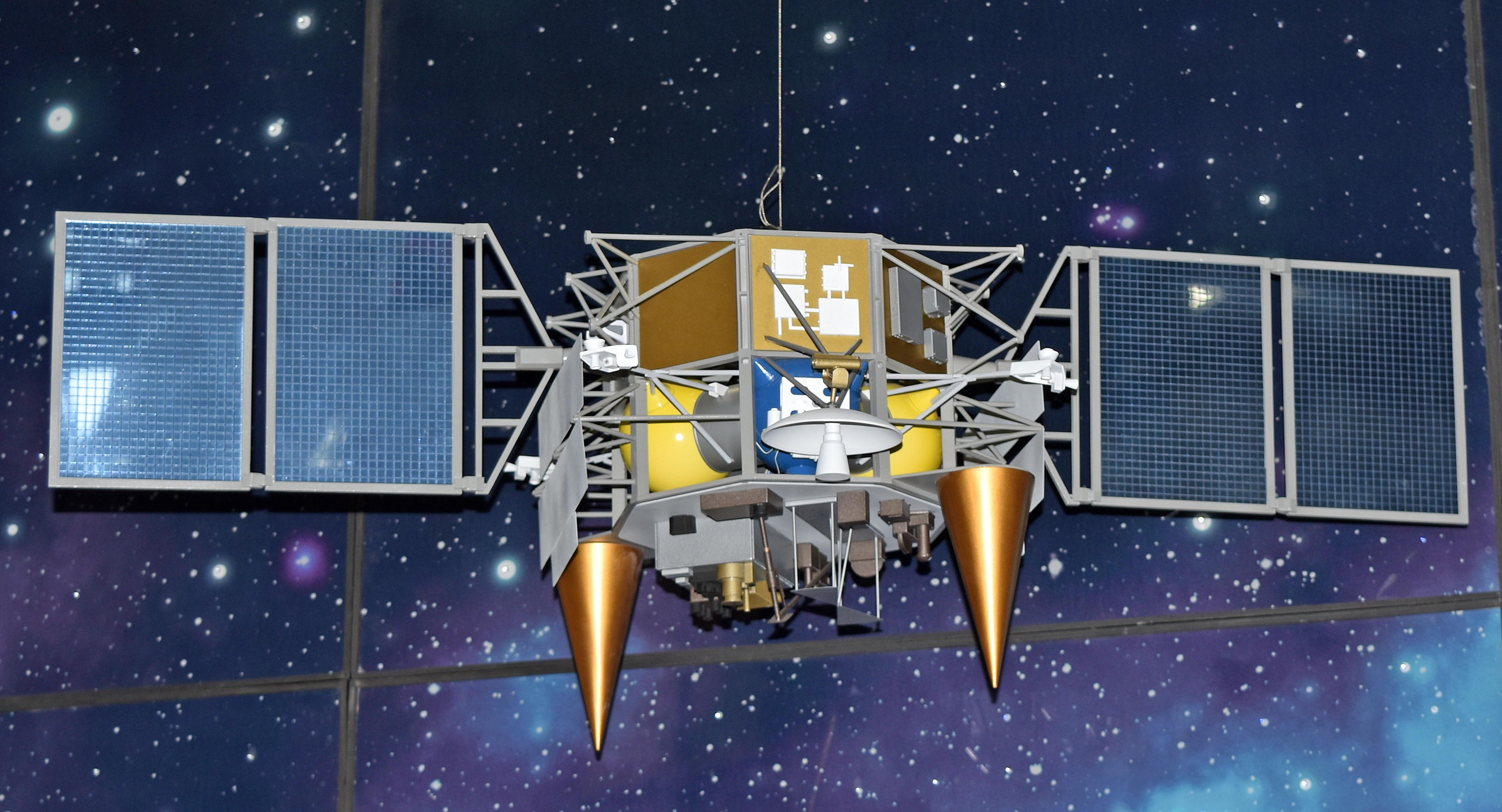
Orbitador lunar ruso Luna-Resurs (Luna 26) en la exposición del Salon du Bourget de París en 2015.

Luna 26 (Luna-Resurs-Orbiter) es un proyecto de la agencia espacial rusa Roscosmos, para construir un orbitador polar lunar, que forma parte del programa ruso Luna-Glob. Además de su función científica, el objetivo del orbitador sería funcionar como un intermediario de telecomunicaciones entre la Tierra y los proyectos de aterrizaje rusos. La misión fue aprobada en noviembre de 2014, previendo su lanzamiento para el 2021, con un cohete Soyuz-2.
Siendo aplazada nuevamente para el año 2027 según palabras del director de Proyectos Avanzados de Roscosmos, Alexander Bloshenko